# Buchpreisbindung
Die Buchpreisbindung ist eine gesetzliche oder vertragliche Preisbindung für Bücher und ähnliche Produkte. Sie schreibt den Verlagen (beziehungsweise den Buchimporteuren) vor, für jedes Buch einen unveränderbaren Preis festzusetzen und bekanntzumachen, der dann für alle Letztverkäufer (etwa Buchhandlungen) verbindlich ist, also nicht unter- und teilweise zusätzlich auch nicht überschritten werden darf.
Dieser Eingriff in die freie Marktwirtschaft wird vor allem damit gerechtfertigt, dass dem Buch als Kulturgut eine Sonderstellung zukomme und die Buchpreisbindung ein vielfältiges Buchangebot sowie eine flächendeckende Versorgung durch kleinere Buchhandlungen gewährleiste.
Eingeführt wurde die Buchpreisbindung in Deutschland im Jahr 1888. Seit 1981 gilt in Frankreich ein Gesetz (Loi Lang), welches Vorbild für gesetzliche Regelung in europäischen Ländern war. 2002 wurde in Deutschland das Buchpreisbindungsgesetz eingeführt. 2013 galten entsprechende Regelungen in elf EU-Staaten. Im deutschsprachigen Raum verfügen Deutschland und Österreich über eine gesetzlich vorgeschriebene Buchpreisbindung, in der Schweiz ist der Buchpreis wie in Großbritannien und den USA frei. Viele Länder haben eine Gesetzeslage, die einer Buchpreisbindung entgegengesetzt ist, also Verlagen verbietet, ihren Abnehmern einen Endverbraucherpreis vorzuschreiben. So bekamen mehrere Verlage in den Vereinigten Staaten Probleme mit der Justiz dafür, dass sie Amazon einen Mindestpreis für ihre E-Books vorgeben wollten.

## Bestehende Regelungen

Länder mit gesetzlicher Buchpreisbindung
Länder mit Branchenvereinbarungen
Länder ohne Buchpreisbindung
Keine Informationen

### Europa
In Europa war der Buchpreis 2008 in Deutschland, Frankreich, Griechenland, Italien, den Niederlanden, Österreich, Portugal und Spanien gesetzlich geregelt; in Dänemark, Norwegen und Ungarn bestanden entsprechende Branchenvereinbarungen. Keine Buchpreisbindung gab es in Belgien, Estland, Finnland, Großbritannien, Irland, Island, Polen, Schweden, der Schweiz und der Tschechischen Republik. Auch 2013 galten in elf europäischen Staaten Regelungen zur Buchpreisbindung.

### Deutschland
In Deutschland gilt die Buchpreisbindung (§ 5 Buchpreisbindungsgesetz) im Buchhandel für sämtliche in Deutschland verlegten Bücher (auch fremdsprachige, sofern diese überwiegend in Deutschland abgesetzt werden) sowie für Musiknoten und kartographische Produkte. Außerdem gilt die Buchpreisbindung für „Produkte, die Bücher, Musiknoten oder kartographische Produkte reproduzieren oder substituieren und bei Würdigung der Gesamtumstände als überwiegend verlags- oder buchhandelstypisch anzusehen sind sowie kombinierte Objekte, bei denen eines der genannten Erzeugnisse die Hauptsache bildet“ (§ 2 BuchPrG).
Solange es sich nicht um gebrauchte Ware oder um Titel handelt, deren Preisbindung offiziell aufgehoben wurde, muss dieser Preis eingehalten werden (§ 3 BuchPrG). Importtitel aus Ländern ohne Buchpreisbindung unterliegen dagegen auch in Deutschland keiner Preisbindung.

#### Das Buchpreisbindungsgesetz
Die Verlage sind aufgrund des Buchpreisbindungsgesetzes rechtlich verpflichtet, den Preis einschließlich Umsatzsteuer (Endpreis) für die Ausgabe eines Buches für den Verkauf an Letztabnehmer festzusetzen.
Nach einer gewissen Vorlaufphase, in der Bücher durch verbindliche Vorbestellungen vor dem offiziellen Erscheinungstermin zum Subskriptionspreis günstiger verkauft werden dürfen, gilt die Buchpreisbindung. Durch eine öffentliche Erklärung – in der Regel in den Gelben Seiten des Börsenblatts – kann ein Verlag die Buchpreisbindung nach Ablauf von 18 Monaten für einzelne Titel aufheben. Auch die Preise für wiederkehrend, beispielsweise jährlich in aktualisierter Auflage, erscheinende Bücher können bei Erscheinen der Neuauflage aufgehoben werden.
Von der Preisbindung ausgenommen sind gekennzeichnete Mängelexemplare mit tatsächlichen Mängeln, gebrauchte (schon einmal zum gebundenen Preis verkaufte) Bücher oder Altauflagen, die länger als 18 Monate am Markt sind und für die der Verlag die Preisbindung aufgehoben hat. Sogenannte Remittenden unterliegen nur dann nicht der Preisbindung, wenn die Bücher tatsächlich beschädigte oder verschmutzte, gekennzeichnete Mängelexemplare sind. Buchgemeinschaften, die Bücher nur an Mitglieder verkaufen, sind von der Buchpreisbindung nur eingeschränkt betroffen. Sie fungieren als Lizenznehmer und verlegen damit Sonderausgaben (sogenannte Buchgemeinschaftsausgaben), die einen deutlichen Ausstattungsunterschied aufweisen müssen und meistens mit ca. sechsmonatiger Verzögerung zum Originaltitel erscheinen. Dadurch können die Buchgemeinschaften ihre Titel (die sie ja selber als Verlag mit einem Preis versehen) günstiger anbieten. Trotzdem sind diese Buchgemeinschaftsausgaben auch wieder preisgebunden.
Wer mit Büchern geschäftsmäßig handelt, ist verpflichtet, die gebundenen Ladenpreise einzuhalten. Geschäftsmäßig handelt nach einem Urteil bereits, wer Bücher in einem für Privatleute unüblichen Umfang verkauft. Die Einhaltung der Buchpreisbindung überwachen so genannte Preisbindungstreuhänder (PB-Treuhänder): Circa 1.000 Verlage beauftragten die Wiesbadener Rechtsanwälte Dieter Wallenfels und Christian Russ, die Einhaltung der gebundenen Preise sicherzustellen. In der Praxis werden Abmahnungen verschickt, wenn die PB-Treuhänder Rechtsverstöße feststellen. Hierfür sind die PB-Treuhänder aufgrund der ihnen durch § 9 Abs. 2 Nr. 3 BuchPrG obliegenden Aktivlegitimation berechtigt; daher klagen sie auch selbst in Gerichtsverfahren. Gelingt es demjenigen, der neue Bücher geschäftsmäßig verkauft, nicht, nachzuweisen, dass diese nicht (mehr) der Buchpreisbindung unterliegen, droht ihm eine Haftung auf Unterlassung, Auskunft, Kosten und Schadensersatz.
Mit der Einführung des Buchpreisbindungsgesetzes in Deutschland wurde der Hörerschein an Hochschulen abgeschafft, der Studenten zum vergünstigten Bezug der Bücher eines Professors berechtigte.

#### Geschichte
Eingeführt wurde die Buchpreisbindung in Deutschland im Jahr 1888, als Höhepunkt und Abschluss der „Krönerschen Reform“ unter Führung des Vorstehers des Börsenvereins der Deutschen Buchhändler Adolf Kröner. Die Regelungen zu festen Ladenpreisen im Buchhandel wurden zunächst in der Satzung sowie in der Verkehrsordnung und der Verkaufsordnung des Börsenvereins verankert. Bei der deutschen Buchpreisbindung handelte es sich also in den ersten Jahrzehnten ihres Bestehens um eine rein vereinsrechtliche Regelung. Sanktionen bei Verstößen gegen die Statuten wurden vom Börsenverein initiiert und überwacht. Grundsätzlich konnten sich solche nur gegen Vereinsmitglieder richten. Durch den großen Einflussbereich des Börsenvereins innerhalb des deutschen Buchhandels wurde aber faktisch die gesamte Branche davon erfasst. Die damit verbundene Möglichkeit der Kartellbildung und Verteuerung der Bücher wurde 1903 in der Denkschrift „Der deutsche Buchhandel und die Wissenschaft“ des Leipziger Nationalökonomen und Zeitungswissenschaftler Karl Bücher kritisiert und führte zu dem nach ihm benannten Bücher-Streit.
Erst im Jahr 1927 kam durch die Einführung eines Revers-Systems auch eine vertragsrechtliche Komponente hinzu. Buchproduzenten (Verleger) und Buchhändler verpflichteten sich darin durch bilaterale Verträge zur Einhaltung der Preisbindungsbestimmungen.
Die Kombination aus vereins- und vertragsrechtlichen Regelungen wurde bis 1945 beibehalten. Auf Drängen der westlichen Alliierten musste die zentrale Komponente danach aufgegeben werden. Der Börsenverein verlor damit in Westdeutschland das Aufsichtsrecht über die Buchpreisbindung. Nach einigen Schwierigkeiten konnte der westdeutsche Buchhandel aber die grundsätzliche Berechtigung zur Bindung der Bücherpreise von den Alliierten erlangen. 1958 wurde die vertikale Preisbindung im Gesetz gegen Wettbewerbsbeschränkungen (GWB) verankert. Nach § 15 GWB waren Abmachungen zur Beschränkung der Preisfreiheit generell verboten. In § 16 GWB hieß es allerdings: „§ 15 gilt nicht, soweit (…) ein Verlagsunternehmen die Abnehmer seiner Verlagserzeugnisse rechtlich oder wirtschaftlich bindet, bei der Weiterveräußerung bestimmte Preise zu vereinbaren oder ihren Abnehmern eine gleiche Bindung bis zur Weiterveräußerung an den letzten Verbraucher aufzuerlegen.“
Die Sicherung der Buchpreisbindung über Reverse konnte somit in der folgenden Zeit weitergeführt werden:
- 1957–1959: erste verlagsübergreifende Sammelreverse
- 1966: Sammelrevers Franzen (1967/68 Erweiterung durch zwei weitere Reverse)
- 1975: Sammelrevers 1974.

In der Sowjetischen Besatzungszone (SBZ) und der DDR konnten die vereinsrechtlichen Regelungen zur Buchpreisbindung nach 1945 zunächst beibehalten werden. Mitte der 1950er Jahre wurde diese aber auch hier vollständig beseitigt und durch eine staatliche Lenkung der Preise ersetzt. Schon ab 1948 wurden Bücherpreise über sog. Preisanordnungen (PAO) geregelt, die nicht nur die Einhaltung der Endverkaufspreise, sondern auch die Preisfestsetzung durch die Verlage genau regelten.
Am 1. Juli 1990 wurde mit der Wirtschafts- und Währungsunion der Sammelrevers 1974 auch in der DDR eingeführt.
1978 gab der Bundesgerichtshof im Streit Eduscho kontra S. Fischer-Verlag Eduscho recht. Die Richter erklärten den Verkauf von relativ preiswerten, in hohen Auflagen gedruckten Büchern bei Kaffee-Filialisten als wettbewerbsrechtlich unbedenklich, wenn keine Koppelung zwischen dem Kauf von Kaffee und den „Nebenwaren“ besteht.
Eine neue Herausforderung ergab sich für die Buchpreisbindung durch die europäische Einigung. Da das europäische Recht Wettbewerbsbeschränkungen für den Handel zwischen Mitgliedstaaten untersagt, mussten im deutschen Sprachraum die alten Regelungen geändert werden. Schon 1993 traten Österreich, die Schweiz und Deutschland einem gemeinsamen, grenzüberschreitenden Sammelrevers bei. Nach dem Beitritt Österreichs zur Europäischen Union (1. Januar 1995) wurde aber auch dieses Abkommen von der EU-Wettbewerbskommission angegriffen. 1998 wurde das förmliche Verfahren zur Überprüfung der grenzüberschreitenden Preisbindung zwischen Deutschland und Österreich eingeleitet. Nach langen Auseinandersetzungen wurde das Prinzip der Buchpreisbindung durch die EU zwar im Jahr 2000 anerkannt, die rechtlichen Grundlagen mussten aber geändert werden. Zum 1. Juli 2000 wurde das bis dahin freiwillige Preisbindungssystem („Preisbindungsrevers“) in Österreich gesetzlich geregelt.
Im Jahr 2000 kam die Monopolkommission zum Ergebnis, dass eine Streichung der Buchpreisbindung das Kulturgut Buch nicht gefährde. Die Forderung wurde jedoch durch den damaligen Bundeswirtschaftsminister Müller abgelehnt. Die Monopolkommission legte 2018 ein Sondergutachten zur Buchpreisbindung vor, in dem sie sich für die Abschaffung der Preisbindung ausspricht, da viele unterstellte Annahmen und Wirkungen der Preisbindung aus ihrer Sicht nicht nachweisbar seien. Der Bundestag beschloss daraufhin Ende 2018, dass es bei der Buchpreisbindung bleibt und man der Argumentation der Monopolkommission nicht folgen werde.
Zum 1. Oktober 2002 verankerte man eine entsprechende Regelung auch in Deutschland gesetzlich (siehe Weblinks); das Gesetz wurde im Juli 2006 geändert. Eingeführt wurden eine Kennzeichnungspflicht für Mängelexemplare (§ 7 Abs. 1 Nr. 4), die Möglichkeit zu maximal 30-tägigen preisbindungsfreien Räumungsverkäufen (§ 7 Abs. 1 Nr. 5) sofern diese zuvor den Lieferanten mit angemessener Frist zur Rücknahme angeboten wurden, eine Änderung zur Nachlassgewährung im Schulbuchgeschäft (§ 7 Abs. 3 Satz 1) sowie eine Klarstellung, dass die Preisbindung nach § 8 BuchPrG sich nur für Buchausgaben aufheben lässt, deren erstes Erscheinen länger als 18 Monate zurückliegt.
Mit dem neuen Gesetz ist der bis 2002 in Deutschland die Buchpreisbindung bestimmende Sammelrevers nicht außer Kraft getreten – er wird für die Preisbindung von Zeitschriften nach wie vor verwendet.

#### Ausnahmen
Ausnahmen von der Buchpreisbindung werden durch § 7 des Buchpreisbindungsgesetzes geregelt. In Deutschland sind daher folgende Bücher von der Buchpreisbindung ausgenommen:
- Bücher, die in buchpreisbindungsfreien Ländern (zum Beispiel Großbritannien) verlegt und nach Deutschland importiert werden.
- Bei grenzüberschreitenden Verkäufen innerhalb des europäischen Wirtschaftsraumes, außer wenn die Bücher allein zum Zwecke einer Wiedereinfuhr ausgeführt worden sind[11]
- als solche gekennzeichnete Mängelexemplare
- Bücher, die im Rahmen eines Räumungsverkaufs angeboten werden.[12]

Des Weiteren kann die Preisbindung für Bücher, deren Erscheinen mehr als 18 Monate zurückliegt, aufgehoben werden. Eine frühere Aufhebung kommt auch in Betracht, wenn das Buch bei Erreichen eines bestimmten Datums erheblich an Wert verlieren würde. Das ist regelmäßig der Fall, wenn der Verlag eine preiswertere Taschenbuchausgabe herausgibt. Beim Buchverkauf an Bibliotheken kann je nach Bibliothekstyp ein Nachlass von bis zu 10 Prozent gewährt werden. Ein Verlag kann außerdem Buchhändlern sowie Autoren zu deren Eigenbedarf Rabatte gewähren (sog. Kollegenrabatt) sowie Lehrern zum Zwecke der Prüfung einer Verwendung im Unterricht.

#### E-Books
Die Rechtslage bei den sogenannten E-Books blieb lange ungeklärt. Der Anwendungsbereich des Buchpreisbindungsgesetzes gilt auch für „Produkte, die Bücher, Musiknoten oder kartographische Produkte reproduzieren oder substituieren.“ Der Börsenverein des Deutschen Buchhandels, der Verstöße gegen die Buchpreisbindung abmahnen kann, war ursprünglich der Auffassung, dass die Buchpreisbindung nicht für diese Publikationsform gelte. 2008 änderte der Verband seine Ansicht vollständig und begründet dies unter anderem mit der Angst vor der Erosion der Preisbindung insgesamt. Seit Januar 2009 setzt der Verband diese Auffassung auch durch, sodass die Buchpreisbindung faktisch auch für E-Books besteht.
Der Berlin Story Verlag unternahm mit dem Autor Klaus Behling Anfang 2012 das Experiment, den Titel Der Letzte macht das Licht aus als E-Book herauszugeben und den Kunden die Vergütung in Geld- oder anderen Werten zu überlassen, da es keine Information zur Bestimmung von Preisen für E-Books gebe. Der Verlag wurde daraufhin von einem für mehrere Verlage tätigen Preisbindungstreuhänder abgemahnt und aufgefordert, einen Preis festzusetzen oder den Vertrieb einzustellen.
Am 3. Februar 2016 beschloss das Bundeskabinett eine Gesetzesänderung, die alle Verlage verpflichtet, auch für E-Books einen „verbindlichen Ladenpreis“ festzulegen. Die Neuregelung ist zum 1. September 2016 in Kraft getreten. Der Börsenverein des Deutschen Buchhandels begrüßte die Gesetzesänderung.

#### Neuere Forschung zur Buchpreisbindung in Deutschland
Veranlasst durch eine Entscheidung des EuGH aus dem Jahr 2016, in der der EuGH die Preisbindung bei verschreibungspflichtigen Arzneimitteln für unvereinbar mit Unionsrecht erachtet, ist die Buchpreisbindung in Deutschland zum Gegenstand neuerer Forschung geworden. Nachdem die Monopolkommission sich 2018 in ihrem Sondergutachten 80 für die Abschaffung der Buchpreisbindung ausgesprochen hatte, gab der Börsenverein des Deutschen Buchhandels zwei Gutachten in Auftrag. Der Ökonom Georg Götz untersucht an der Justus-Liebig-Universität Gießen im Auftrag des Börsenvereins die ökonomischen Effekte der Buchpreisbindung. Der Rechtswissenschaftler Andreas Fuchs untersucht, ebenfalls im Auftrag des Börsenvereins, an der Universität Osnabrück die Vereinbarkeit des Buchpreisbindungsgesetzes mit europäischem Kartellrecht.
An der Westfälischen Wilhelms-Universität Münster befasst sich im Rahmen des Sonderforschungsbereiches 1385 Recht und Literatur seit 2019 eine unabhängige interdisziplinäre Forschergruppe unter der Leitung von Petra Pohlmann, Gernot Sieg und Caroline Kögler mit der Preisbindung bei Büchern aus rechts- und wirtschafts- und literaturwissenschaftlicher Perspektive.
Das Zentrum für Europäische Wirtschaftsforschung (ZEW) sprach sich Anfang Juni 2024 für ein Ende der Buchpreisbindung aus. ZEW-Präsident Achim Wambach erklärte, es habe sich erwiesen, dass Bücher für junge Leser zu teuer seien. Die Schweiz und Großbritannien hätten die Preisbindung bereits mit guten Erfolgen, was junge Leser betreffe, abgeschafft.

### Österreich
In Österreich ist die Buchpreisbindung in dem im Jahr 2022 neu erlassenen Bundesgesetz über die Preisbindung bei Büchern geregelt, das am 1. Jänner 2023 in Kraft trat. Es gilt für den Verlag und den Import sowie den Handel mit deutschsprachigen Büchern, elektronischen Büchern (E-Books) und Musikalien. Es betrifft nur Mindestpreise, nicht Höchstpreise. Die minimalen Nettobuchpreise liegen dabei in Österreich auf dem Niveau wie in Deutschland. Aufgrund der der höheren Mehrwertsteuer auf Bücher in Österreich im Vergleich zu Deutschland sind die Endkundenpreise der Bücher teurer als in Deutschland.
In einem Urteil des Obersten Gerichtshofs aus Ende 2024 wurde allerdings die Möglichkeit geschaffen, dass grenzüberschreitende Versandhändler wie Amazon auch in Österreich Bücher, die der Buchpreisbindung unterliegen, zu dem niedrigeren deutschen Mehrwertsteuersatz und unter Gewährung einer Rabattes in Österreich anbieten dürfen. Dadurch sind seit Anfang 2025 die Endkundenpreise für Bücher bei diesen Online-Versandhändlern meist niedriger als bei nur in Österreich tätigen Buchhandlungen.

### Schweiz
In der Schweiz wurden die Buchpreise nicht durch ein staatliches Gesetz vorgeschrieben, sondern durch eine privatrechtliche Vereinbarung der Verlage und Buchhändler (sog. Sammelrevers). Diese Vereinbarung stand im Widerspruch zum Kartellgesetz. Die Buchpreisbindung fiel im Mai 2007, nachdem das Bundesgericht die Einschätzung der Wettbewerbskommission bestätigt hatte und der Schweizer Bundesrat eine Ausnahme für ein Kartell abgelehnt hatte.
Heute besteht also keine Buchpreisbindung. Ein Gesetz zu deren Einführung beziehungsweise Wiedereinführung scheiterte 2012 am Referendum. In der Volksabstimmung vom 11. März 2012 lehnten die Stimmberechtigten das Gesetz mit 56,1 Prozent Nein-Stimmen ab.
Früher war die Buchpreisbindung in der Schweiz je nach Sprachregion unterschiedlich geregelt:
- In der italienischsprachigen Schweiz war der Buchpreis immer frei.
- In der französischsprachigen Schweiz wurde der Buchpreis Anfang der 90er-Jahre freigegeben. Vorher gab es eine Branchenabrede über die Buchpreisregulierung. Die Wettbewerbskommission (Weko) führt eine Untersuchung wegen überhöhter Preisgestaltung durch französische Verlage.
- In der Deutschschweiz waren die Buchhändler seit 1976 auf Initiative des Schweizer Buchhändler- und Verleger-Verbandes an den von den Verlagen vorgegebenen Buchpreis gebunden.[25] Ab 1993 wurde dies einheitlich in Deutschland, Österreich und der Deutschschweiz durch einen Sammelrevers organisiert. Geschäfte, die den Revers nicht unterschrieben, wurden von den Verlagen und den Zwischenhändlern nicht beliefert.[26] Aufgrund einer Untersuchung seit 1998 verbot die Weko sowohl die Preisbindung als auch die Nichtbelieferung. Dieses Verbot wurde nach langwierigen Prozessen erst 2007 wirksam.

Ein ab 2008 geplantes Bundesgesetz über die Preisbindung für Bücher wurde nach ausführlichen Beratungen 2011 durch das Parlament beschlossen. In einem dagegen gerichteten Referendum lehnten die Stimmberechtigten die Wiedereinführung der Buchpreisbindung ab. Dabei überstimmten die Einwohner der deutschsprachigen und der italienischsprachigen Kantone, welche die Buchpreisbindung sämtlich ablehnten, die der französischsprachigen Kantone, wo das Gesetz überwiegend Zustimmung fand.

## Ziele und Wirkung: Theorie
Ökonomisch gesehen bedeutet eine Buchpreisbindung, dass ein Preiswettbewerb innerhalb des Buchhandels unterbunden wird. Im Vergleich zum Vollkommenen Markt ist diese Einschränkung des Wettbewerbs ineffizient und führt zu höheren Preisen, niedrigeren Verkaufsmengen und überhöhten Gewinnen der Produzenten (Monopolgewinne). Insbesondere Geringverdiener sind von höheren Bücherpreisen negativ betroffen.
Die Buchpreisbindung wird in mehreren Ländern, vor allem Deutschland und anderen EU-Staaten, mit einem kulturellen Argument verteidigt. Erklärte Ziele der Buchpreisbindung sind eine Vielzahl von breit ausgestatteten Buchhandlungen, die eine größere Zahl an Titeln anbieten, welche über Bestseller hinausgeht und auch weniger populäre, aber kulturell wertvolle Titel umfasst. Die größere Zahl an Titeln ergibt sich nach dieser Argumentation, weil die durch die Buchpreisbindung ermöglichten Monopolgewinne eine größere Zahl von Titeln profitabel werden lassen (Bücher haben hohe Fixkosten und geringe Grenzkosten, weswegen niedrigere Auflagen höhere Stückpreise gebieten als höhere Auflagen). Weil Bücher keine homogenen Güter sind, argumentieren Befürworter der Buchpreisbindung (wie Buchhandlungen und Verleger) mit einer Quersubventionierung: Die Monopolgewinne würden von Bestsellern auf marginale Titel übertragen und so die Verbreitung insbesondere weniger populärer Bücher steigern. Auf diese Weise habe eine Buchpreisbindung einen positiven kulturellen Effekt.
Es gibt jedoch eine Reihe von Argumenten und Gegenargumenten bei der Quersubventionierung durch Buchpreisbindung:
- Quersubventionierungen von Erstlingsautoren oder anderen risikoreichen Projekten finden auch ohne Buchpreisbindung statt, etwa in der Hoffnung, einen Bestseller zu landen, was im Regelfall nicht vorhersehbar ist.
- Es gibt keine Garantie, dass die Monopolgewinne bei Bestsellern tatsächlich zur Quersubventionierung von weniger populären Titeln verwendet werden.
- Die Preiselastizität der Nachfrage ist bei weniger populären Titeln geringer als bei populäreren. Daher können Verlage aufgrund der Buchpreisbindung besser planen.
- Selbst im Fall einer funktionierenden Quersubventionierung ist nicht klar, ob der resultierende kulturelle Nutzen (steigende Titelvielfalt) die Kosten der Marktverzerrung (steigende Bücherpreise) wettmacht.[29]

Indikatoren der ökonomischen Wirkung der Buchpreisbindung sind vor allem die Konzentration und Marktanteile einzelner Verlage und Buchhandelsketten, die Buchhändlerdichte, die Buchpreise, die Umsätze und Verkaufszahlen des Buchhandels beziehungsweise einzelnen Bücher und die Zahl und Vielfalt der lieferbaren und angebotenen Bücher.

### Effizienzvermindernde Aspekte einer Buchpreisbindung
An effizienzvermindernden Gründen wird in der Literatur aufgeführt, dass eine Buchpreisbindung Händlerkartelle befördere, ein Hindernis bei der Wahl des optimalen Absatzweges darstelle und Herstellerkartelle unterstütze.
Händlerkartelle: Die Einzelhändler werden vertraglich (über einen Sammelvertrag, es sogenanntes Revers) über den Großhandel und die Verlage gebunden. Eine Buchpreisbindung verhindert das Entstehen von Discountern und behindert Internethändler, da deren Hauptvorteil eben der günstige Preis ist. Genau diese Behinderung ist im Interesse der stationären Einzelhändler und Ketten. Sie unterstützen daher als Kartell eine Buchpreisbindung.
Optimaler Absatzweg: Im Laufe des Produktlebenszyklus wäre es für den Verleger sinnvoll, den Absatzweg zu verändern. Am Anfang des Lebenszyklus ist eine Hochpreisstrategie sinnvoll, um diejenigen Käufer zu bedienen, die gerne die aktuellen Werke kaufen. Später ist es sinnvoll den Preis zu senken, um die preisbewussten Kunden in hoher Zahl anzusprechen. Diese Strategie deckt sich nicht immer mit den Interessen des Handels. Dieser möchte die bekannten Werke nutzen, um eine Vertriebschance auch für unbekanntere zu haben. Sonderangebote für aktuelle Bestseller wären daher ein geeignetes Mittel, Kunden anzulocken. Zuletzt erwartet der Kunde eine Preissenkung nach kurzer Zeit und stellt sich in seiner Kaufentscheidung darauf ein, das Buch nach einiger Zeit günstiger zu bekommen. Die Buchpreisbindung verhindert Lockvogelangebote des Handels und signalisiert dem Käufer, dass er keine Chance hat, das Buch in kurzer Zeit günstiger zu erhalten.
Auch ein Herstellerkartell wird durch eine Buchpreisbindung gestützt. Ein Kartell steht immer unter dem Druck, dass es für einzelne Kartellmitglieder günstig ist, die Kartellpreise heimlich leicht zu unterbieten. Dadurch gewinnt er Marktanteile und profitiert dennoch von den überhöhten Preisen. Eine Buchpreisbindung mit fixen Margen sichert die Kartellmitglieder gegen das Ausscheiden einzelner Mitglieder.

### Effizienzerhöhende Aspekte einer Buchpreisbindung
An effizienzerhöhenden Gründen wird in der Literatur aufgeführt, dass eine Buchpreisbindung zu einer höheren Zahl von Verkaufsstellen führe und das Serviceniveau hebe. Eine hohe Zahl von Verkaufsstellen wirkt vielfach absatzfördernd (eine Sonderform des Sayschen Theorems). Durch eine Buchpreisbindung sinkt der Preiswettbewerb, womit auch kleine Händler mit ungünstigen Kostenstrukturen am Markt eine Chance haben. Die dadurch gesteigerte Zahl der Buchhändler führt wiederum in der Theorie zu einer höheren Zahl von Verkaufsstellen und damit einem höheren Absatz der Verlage. Jedoch hat auch in Ländern mit Buchpreisbindung eine spürbare Marktkonzentration zugunsten großer Handelsketten stattgefunden.
Durch den Wegfall des Preiswettbewerbs steigt die Bedeutung des Services als einzige verbliebene Möglichkeit, sich vom Wettbewerb abzuheben. Service kann nun beispielsweise Beratungsqualität, Vielfalt des Angebotes oder ähnliches bedeuten. Im Buchhandel wird hier insbesondere die Beratung und die Bestellmöglichkeit aller lieferbaren Bücher über die Grossisten genannt. Diese Services könnten nur deshalb angeboten werden, weil ein ruinöser Wettbewerb über den Preis per Buchpreisbindung ausgeschaltet sei. Insbesondere die Ausschaltung der Trittbrettfahrerproblematik (der Kunde lässt sich im Buchhandel beraten und bestellt im Internet) wird hier genannt.

## Studien zur Auswirkung der Buchpreisbindung
Bei der Diskussion um die Buchpreisbindung stellt sich zuerst die Frage, ob man Bücher primär als frei handelbare Güter betrachtet, die sich der Marktselektion stellen müssen, oder ob das Buch ein Kulturgut ist, das einen besonderen Schutz verdient. Bejaht man die Schutzwürdigkeit, so stellt sich als Nächstes die Frage, ob die Buchpreisbindung ein notwendiges und geeignetes Werkzeug ist, diesen Schutz durchzusetzen.
Anlässlich der Diskussion um die Wiedereinführung in der Schweiz wurde bei der Fachhochschule Nordwestschweiz (FHNW) eine Studie über die Auswirkungen der Aufhebung der Buchpreisbindung in der Deutschschweiz in Auftrag gegeben. Diese Studie untersuchte die Entwicklung in der Deutschschweiz während der ersten 10 Monate nach der Aufhebung der Preisbindung und stellte Vergleiche an zwischen Regionen beziehungsweise Ländern mit und ohne Preisbindung.
Die Studie kam zum Schluss, dass 10 Monate nach Aufhebung der Buchpreisbindung noch keine statistisch signifikanten Veränderungen der Buchpreise dokumentiert werden konnten. «Klarere Signale können in ca. 3 Jahren erwartet werden.», heißt es in der Studie der FHNW. Aus Konsumentensicht lässt sich allerdings beobachten, dass seit der Aufhebung der Buchpreisbindung vor allem im Internet ein regelrechter Preiskampf entfacht wurde. Als Beispiel dafür sei hier der zusätzlich zum Abzug der deutschen Umsatzsteuer gewährte Rabatt von 20 % auf den regulären deutschen Verkaufspreis erwähnt, welchen Amazon.de seit Frühling 2010 auf alle Buchbestellungen für Lieferungen in die Schweiz und das Fürstentum Liechtenstein gewährt.
Während zur Preisentwicklung somit bereits erste Ergebnisse vorliegen, fehlen derzeit für die Schweiz verwertbare Ergebnisse zu anderen Aspekten wie zur Entwicklung der Anzahl der Buchhandlungen oder der Anzahl produzierter Bücher. Für Großbritannien, wo das sogenannte Net book agreement 1997 wegfiel, wurde festgestellt, dass die Anzahl neu verlegter Bücher trotz Wegfalls der Buchpreisbindung stetig gestiegen ist.
Ein anderer Aspekt der Buchpreisbindung ist der, dass große Verlage günstiger produzieren und große Buchhändler günstiger als ihre Wettbewerber einkaufen können. Die Kunden können von diesem Einkaufsvorteil aber als Folge der fixen Verkaufspreise nicht partizipieren. Andererseits bedeutet es einen Schutz und eine Planungssicherheit für kleine Verlage, da die einmal festgesetzten Preise oft über mehrere Jahre nicht verändert werden können. Hiervon profitiert zum Beispiel auch der Internethändler Amazon, der so den Eintritt in andere Branchen mitfinanzieren konnte. Laut einer Berechnung dürfte diese „Quasi-Subventionierung“ bis Ende 2013 bis zu 500 Mio. Euro betragen haben.